# Cape Wind
Le Cape Wind Project est un projet de parc éolien off-shore au large de cap Cod dans le Massachusetts, aux États-Unis. Si le projet est entériné, il deviendra le plus grand parc éolien off-shore du pays.
Le coût du projet est estimé à 900 millions de dollars. La zone couvre 24 kilomètres carrés et est situé à 22 kilomètres au large de Nantucket.
Le projet est cependant remis en cause par les associations de défense de l'environnement comme l’Alliance to Protect Nantucket Sound, formée en 2001 pour s'opposer à ce projet.